# Întuneric pe Diamondia
Întuneric pe Diamondia (titlul original în engleză: The Darkness on Diamondia) este un roman științifico-fantastic, scris în 1972 de A.E. van Vogt (Canada).
Un soldat este trimis pe o planetă îndepărtată cu scopul de a evacua forțele armate ale Pământului, știind că acest lucru este probabil să provoace masacrul a milioane de coloniști ai Pământului de către populația locală ostilă. Misiunea lui va fi complicată de o entitate care schimbă atât personalități terestre, cât și extraterestre.
În limba română, a apărut în 1997 în Colecția Super Fiction (Editura Vremea)  sub traducerea lui Radu Albaiu.

## Rezumat
Colonelul Morton este trimis pe planeta Diamantine pentru a raporta despre războiul care se desfășoară acolo între băștinașii irski și coloniștii care sunt descendenți ai pământenilor. Ceva pare să fi mers îngrozitor de rău, iar un întuneric misterios coboară din ce în ce mai des în mințile coloniștilor, ca o epidemie. Acest întuneric afectează însă ambele părți, așa că Morton bănuiește că este cauzat de interferențe din exterior. Această influență externă acționează intenționat și amestecă spirite și personalități. Morton este capabil să atace această terță parte doar cu arme puternice, dar își dă seama și că inamicul este prea puternic pentru el și chiar pentru întreaga umanitate.